# Wiener Neustädter Straße
De Wiener Neustädter Straße (B17) is een Bundesstraße in de Oostenrijkse deelstaten Wenen en Neder-Oostenrijk.
De B17 verbindt Wenen via Wiener Neustadt met Enzenreith (bij Gloggnitz).

## Routebeschrijving
De B17 begint in Wenen-Margareten op een kruising met de B221 en loopt in zuidelijke richting de stad door, onderweg kruist ze de B2255 en ten westen van Knoten Inzersdorf de A23. Dan kruist de weg in Wenen-Liesing de B13a. De weg loopt door Vösendorf kruist de B224. De weg heeft een samenloop met de B12a. Dan loopt de weg door Mödling waar de B11 waarmee een samenloop is tot in Wiener Neudorf waar de B11 weer afsplitst. De weg loopt verder door en kent een samenloop met de B11 loopt door Guntramsdorf kent de aansluiting van de de B212. De weg loopt verder loopt door Traiskirchen. De weg loopt naar het zuidoosten en kruist bij afrit Traiskirchen de A2. De B17 loopt door Oeynhausen waar ze de B210 kruist. De weg loopt verder door Ebreichsdorf en Günselsdorf waar de B18 aansluit. De B17 vormt vervolgens samen met de 21b de noordelijke randweg van Wiener Neustadt, waarna ze in zuidelijke richting door de stad loopt. Hier sluiten achtereenvolgens de B53, de B54 en de B26 aan en komt de S4/B17 bij Knoten Wiener Neustadt waar ze de A2 kruist en waar de S4 eindigt. De B17 loopt verder door Neunkirchen, kruist de B26 komt door Wimpassing im Schwarzatale, Grafenbach-Sankt Valentinn en door Enzenreith en eindigt op een kruising in het zuiden van Gloggnitz waar de B27 aansluit op de S6

## Geschiedenis
Tot in de jaren 70 van de twintigste eeuw liep de B17 als Triester Straße B17 verder via de Semmering, Leoben, de Perchauer Sattel en Villach naar de Italiaanse grens. In de jaren 70 van de twintigste eeuw werd de langeafstandsfunctie van B17 overgenomen door de inmiddels gereedgekomen A2 en S6.
De Wiener Neustädter Straße is tegenwoordig na de A2 de belangrijkste noord-zuid verbinding van vanuit Wenen. De Wiener Neustädter Straße ging over in de Triester Reichsstraße, die ten tijde van het Oostenrijkse Keizerrijk de verbinding vormde tussen Wenen In de belangrijkste Oostenrijkse havenstad Trieste. Tegenwoordig hebben veel plaatsen waar de weg vroeger doorheen liep nog straten met de naam Triester Straße, ook de stad Wenen.
In het gebied tussen Wiener Neustadt en Neunkirchen, waar ze door de dennenbnssen van Steinfeldes loopt, werd tussen 1762 en 1770 de eerste geodetische Basismeting, in het Oostenrijk-Hongaarse rijk, gedaan door Joseph Liesganig. De Wiener Neustädter Grundlinie, waarvan de zowel het begin- als het eindpunt met een gedenkteken gemarkeerd zijn loopt lijnrecht door de Steinfelden en wordt ook weg de „Neunkirchner Allee“ genoemd. Dit gedeelte is om polderblindheid te voorkomen vierbaans gemaakt. Om de momotone rechte weg te onderbreken is tussen 2000 en 2005 een aantal kruispunten vervangen door rotondes.
De Triester Straße is een van de Bundesstraßen, die die in de wet van 8 Juli 1921 aangeduid werd. Tot 1938 werd her deel tussen Wenen en Villach B10 genoemd. Na de Anschluss was ze tot 1945 als onderdeel van de Reichsstraße 116 geführt. Tussen 1949 en 1971 werd de Triester Straße over de gehele lengte B17 genoemd.
Volgens de wegenverkeerswet van 1971 moest de Semmering Schnellstraße S6 die Triester Straße vervangen. De B17 eindigde sindsdien in Gloggnitz, dit omdat het zuidelijke gedeelte voortaan B83 genoemd zou worden..
In 2008 begon men met de aanleg van de rondweg van Sollenau–Felixdorf–Theresienfeld. De planning van deze rondweg verliep traag omdat de weg door een Natura 2000 loopt waar de beschermde vogelsoort Griel, een vogelsoort die in midden Europa nauwelijks meer voorkomt, leeft. In januari 2013 werd de rondweg opengesteld voor het verkeer.

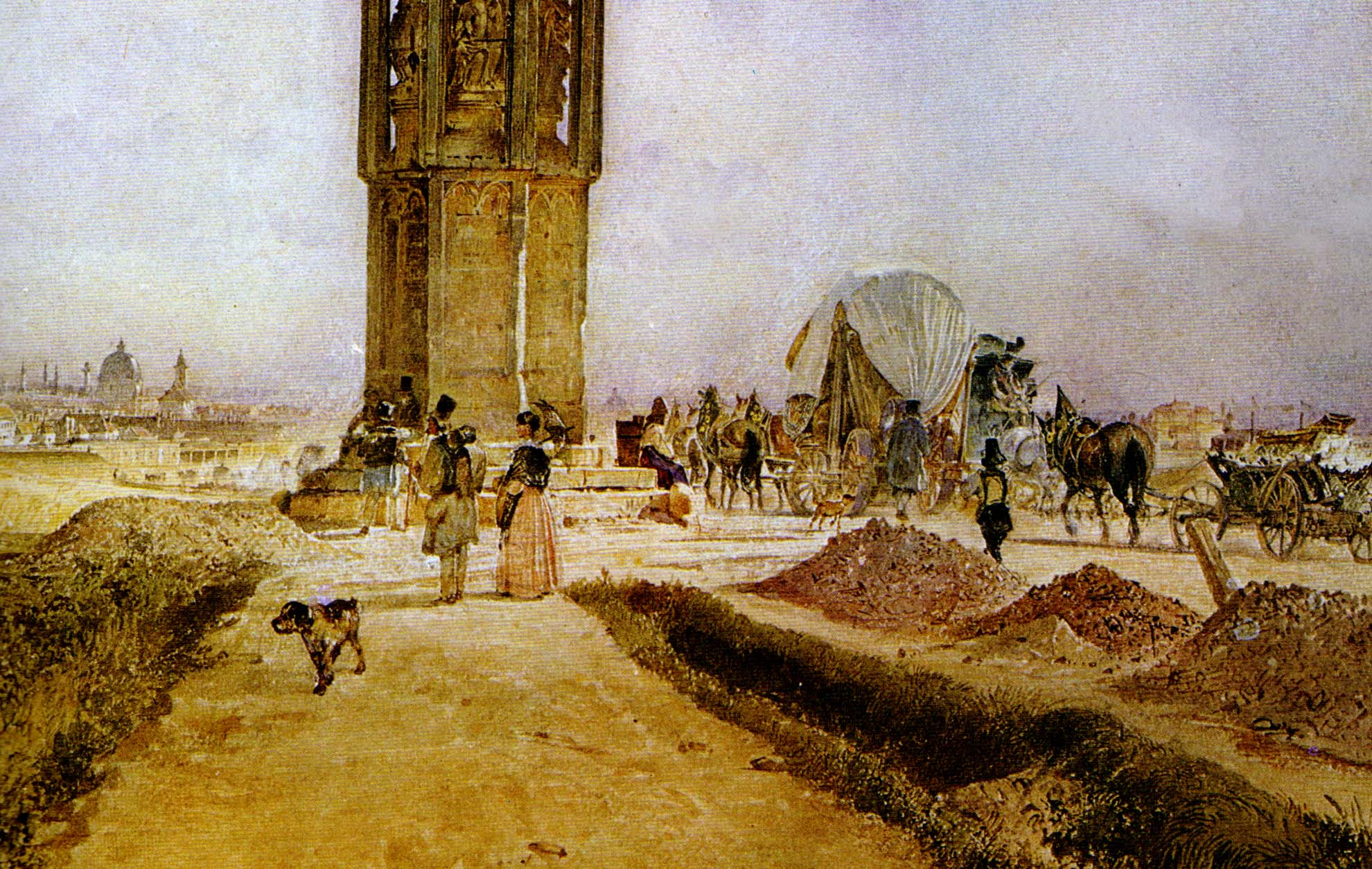
Kolonnenverkeer op de Triester Poststraße bij de Spinnerin am Kreuz 1855
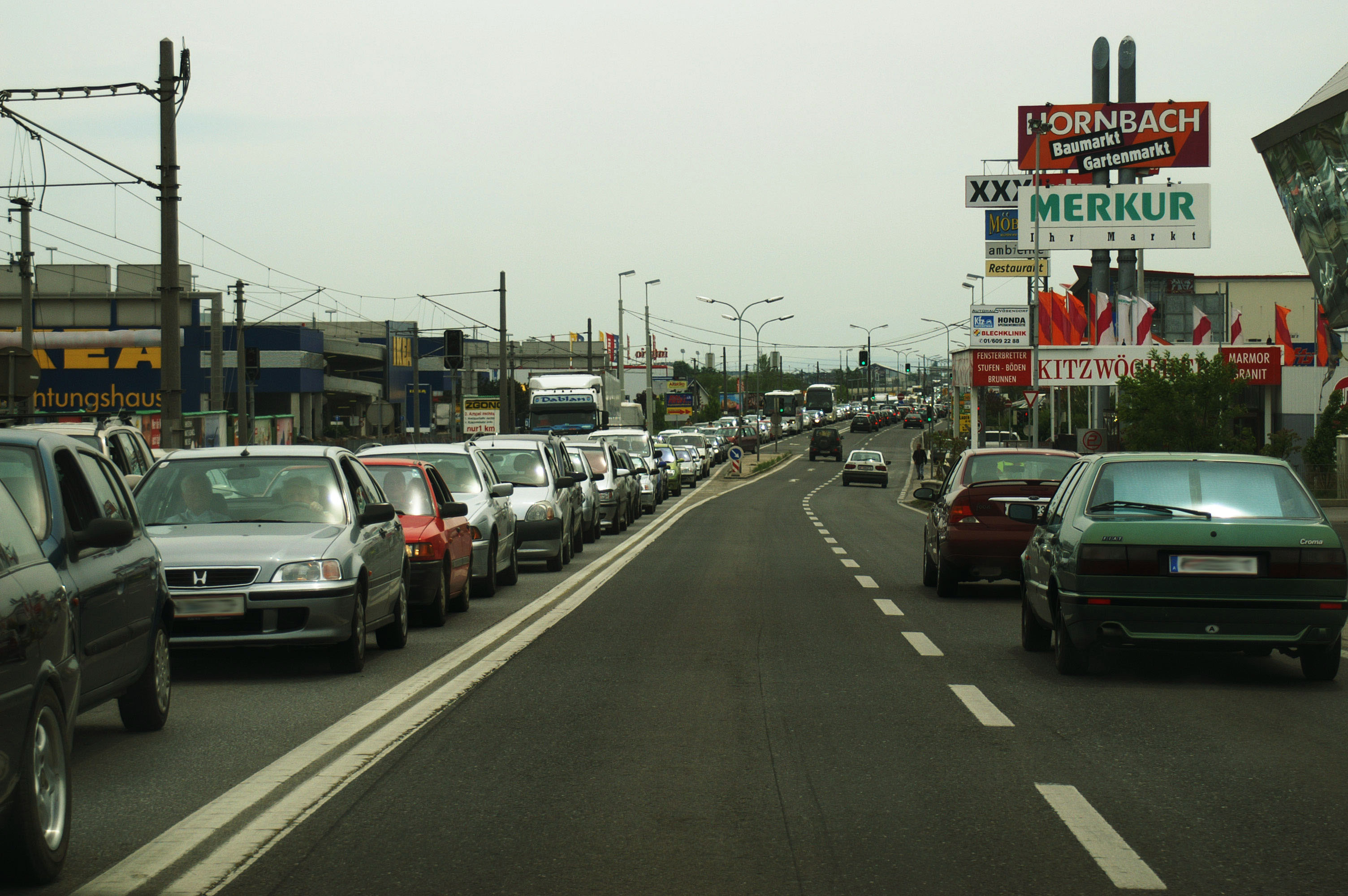
B17 op de Triester Straße in 2005

## Literatur
- Beppo Beyerl: Die Straße mit sieben Namen. Von Wien nach Triest. Löcker, Wien 2013, ISBN 978-3-85409-650-4.
- Beppo Beyerl: Die Triester Straße. Eine Geschichte des Verkehrsweges von Wien nach Triest in Bildern. Edition Winkler-Hermaden, Schleinbach 2015, ISBN 978-3-9503739-9-8.